# Ortslehrkraft
Ortslehrkraft (OLK) ist in Deutschland die Bezeichnung für Lehrer an deutschen Auslandsschulen. Im Gegensatz zu Auslandsdienstlehrkräften (ADLK) werden diese direkt von den Auslandsschulen, d. h. deren Schulvereinen eingestellt. Die Ortslehrkräfte haben dann einen Vertrag, der den Standards des Gastlandes entspricht und unterliegen auch der Gesetzgebung (Arbeitsrecht und Besteuerung) des Gastlandes. Ortslehrkräfte können die Nationalität des Gastlandes oder eines anderen Landes haben oder auch Deutsche sein. Die Qualität der Lehrkräfte wird gewährleistet durch die Förderung und Aufsicht der Bundesrepublik Deutschland, zuständig ist die Zentralstelle für das Auslandsschulwesen im Bundesamt für Auswärtige Angelegenheiten.